# Рибе (сазвежђе)
Рибе (лат. Pisces), са симболом , је сазвежђе које се налази између сазвежђа Водолије на западу и Овна на истоку.

## Митологија
Сазвежђе представља два обла облика, која су међусобно повезана. Та два облика су рибе, док звезде које их повезују чине траку која повезује репове риба. Веза између риба, иако видљива голим оком, не квари утисак да ово сазвежђе подсећа на две рибе које „пливају“ небом.
По једном грчком миту, сазвежђе Рибе представља рибе у које су се Афродита и њен син Ерос претворили да би побегли од чудовишног Тифона; везани су реповима да не би изгубили једно друго.